# Хионид
Хионид (грч. Χιονιδης или Χιωνιδης) био је атински песник из 5. века пре нове ере. 

## Биографија
Суда наводи да је Хионид био изузетно продуктиван осам година пре грчко-персијских ратова, односно 487. пре Христа. Али Август Мајнеке сматра да је Хионид био на врхунци стваралаштва 460. године пре нове ере, у прилог чему цитира Атенеја, који је цитирао фрагмент Хионидовог Πτωχοι (Просјаци), у којем се помиње Гнесип, песник савременик Кратина. 
Аристотел такође примећује да је Хионид „живео дуго после Епихарма“. Али Атенеј је такође приметио да су неки критичари у то време сматрали Хионидов Πτωχοι лажним. Слично томе, неки научници (на пример Хајнрих Ритер) снажно се противе истинитости Аристотелових запажања.
Хионид је постао први који је комедију учинио пуноправним жанром уметничких дела.
Савремени аутори Хиониду називају првим комичарем и оснивачем античке атичке комедије.

## Дела
- Ηρωες (Heroes), Хероји
- Πτωχοι (Ptochoi), Сиромашни људи или просјаци
- Περσαι (Persai), Персијанци, или Ασσυριοι (Асирци)

## Фрагменти сачуваних дела
- Theodor Kock. Comicorum Atticorum fragmenta, i. (1880).
- Augustus Meineke. Potarum Graecorum comicorum fragmenta, (1855).
- Rudolf Kassel, Colin Austin. Poetae comici Graeci Volume 4. (1983)